# Роберт Генрі
Роберт Генрі, справжнє ім'я Роберт Генрі Козад (англ. Robert Henri; 24 червня 1865, Цинциннаті, Огайо — 12 липня 1929, Нью-Йорк) — американський художник реалістичного напряму. Педагог. Відомий як ватажок так званих «нью-йоркських реалістів» і супротивників американського академізму.
Навчався в Пенсильванської Академії витончених мистецтв.
З 1891 року працював у Філадельфії, продовжував навчання у Роберта Вонноха в Пенсильванській академії. В цей час у нього з'явилися друзі і послідовники серед молодих художників, частина з них — Вільям Глакенс, Джордж Лукс, Іверетт Шинн і Джон Слоан надалі— стали відомі як «Філадельфійська четвірка».
В 1902 році в його майстерні навчались Едвард Хоппер, Джордж Беллоуз, Роквел Кент та інші.
У лютому 1908 року в галереї Макбет організував виставку, названу «Вісімка» (за кількістю художників), яка мала значний успіх. Крім самого Генрі і «Філадельфійської четвірки» у виставці брали участь Моріс Прендергаст, Еренсто Лоусон і Артур Девіес.

## Галерея

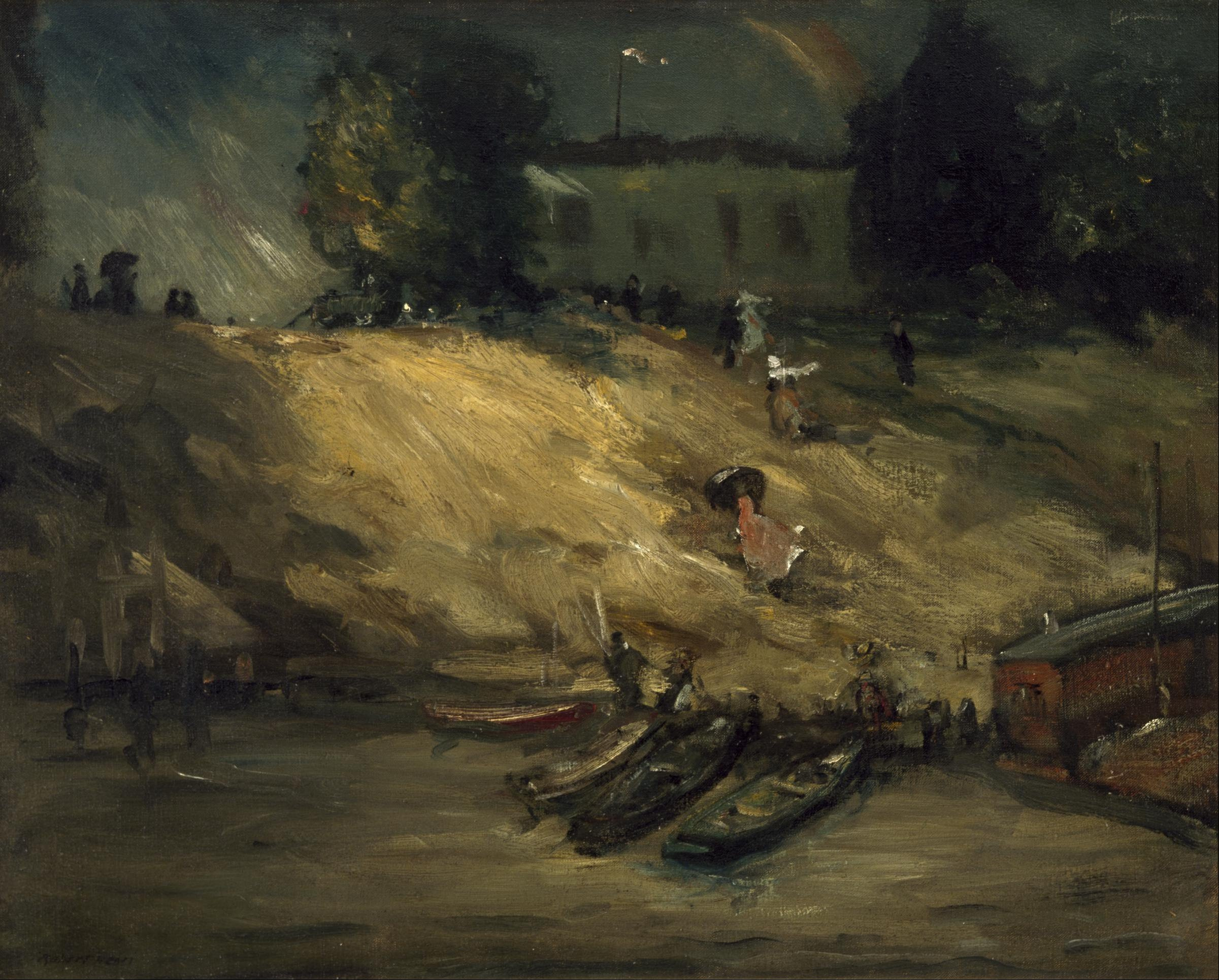
«Раптова злива» (1898/1902), Музей витончених мистецтв (Х'юстон)
«Сніг у Нью-Йорку» (1902), Національна галерея мистецтва, Вашингтон
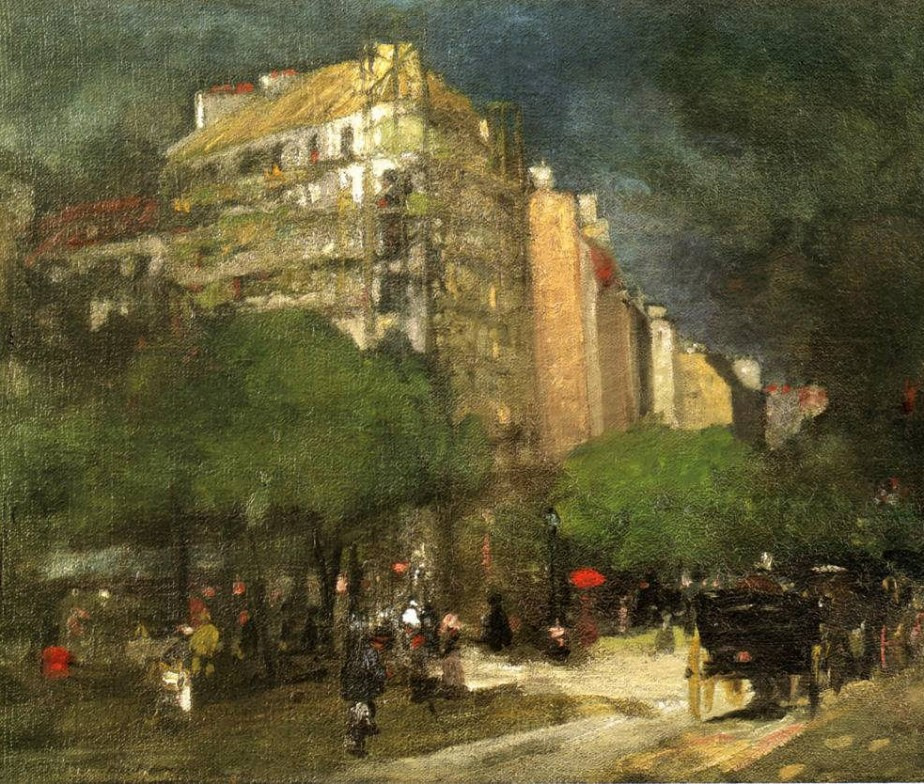
«Кафе "Дом" на бульварі Монпарнас» (бл. 1890)
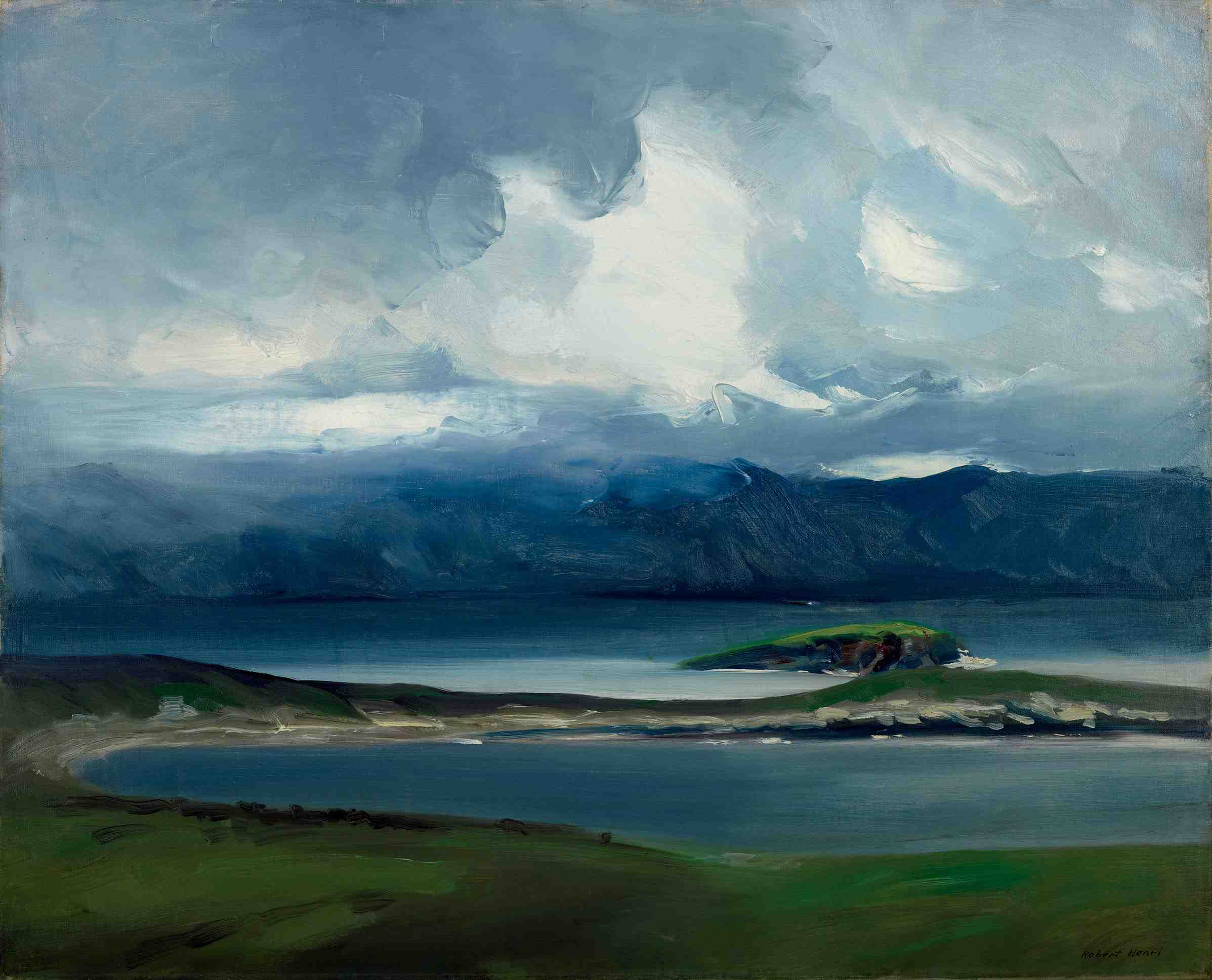
«Західне узбережжя Ірландії» (1913), Іверсонський музей мистецтв, Сірак'юс
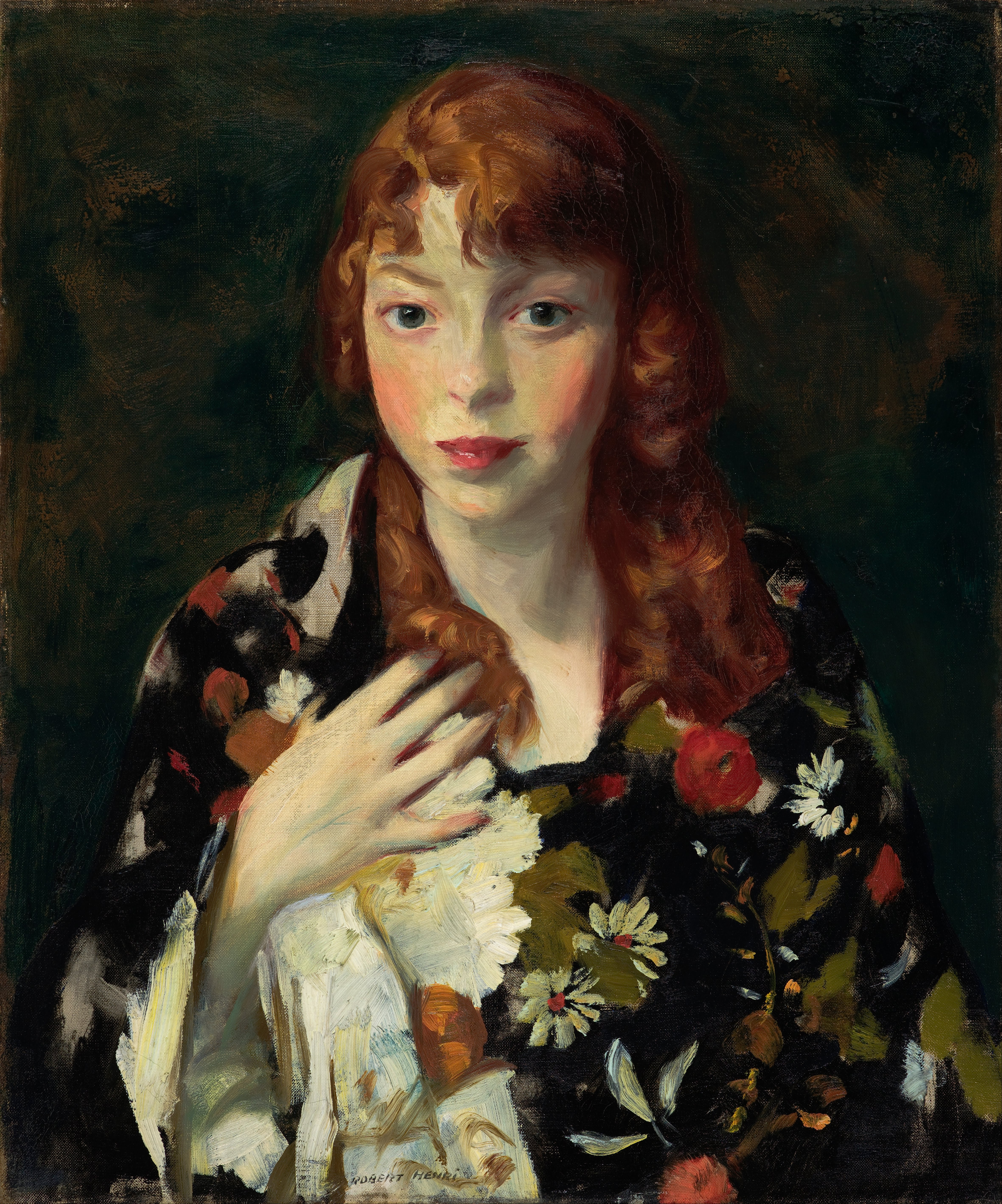
Една Сміт у японському вбранні (бл. 1915), Музей мистецтв Індіанаполіса
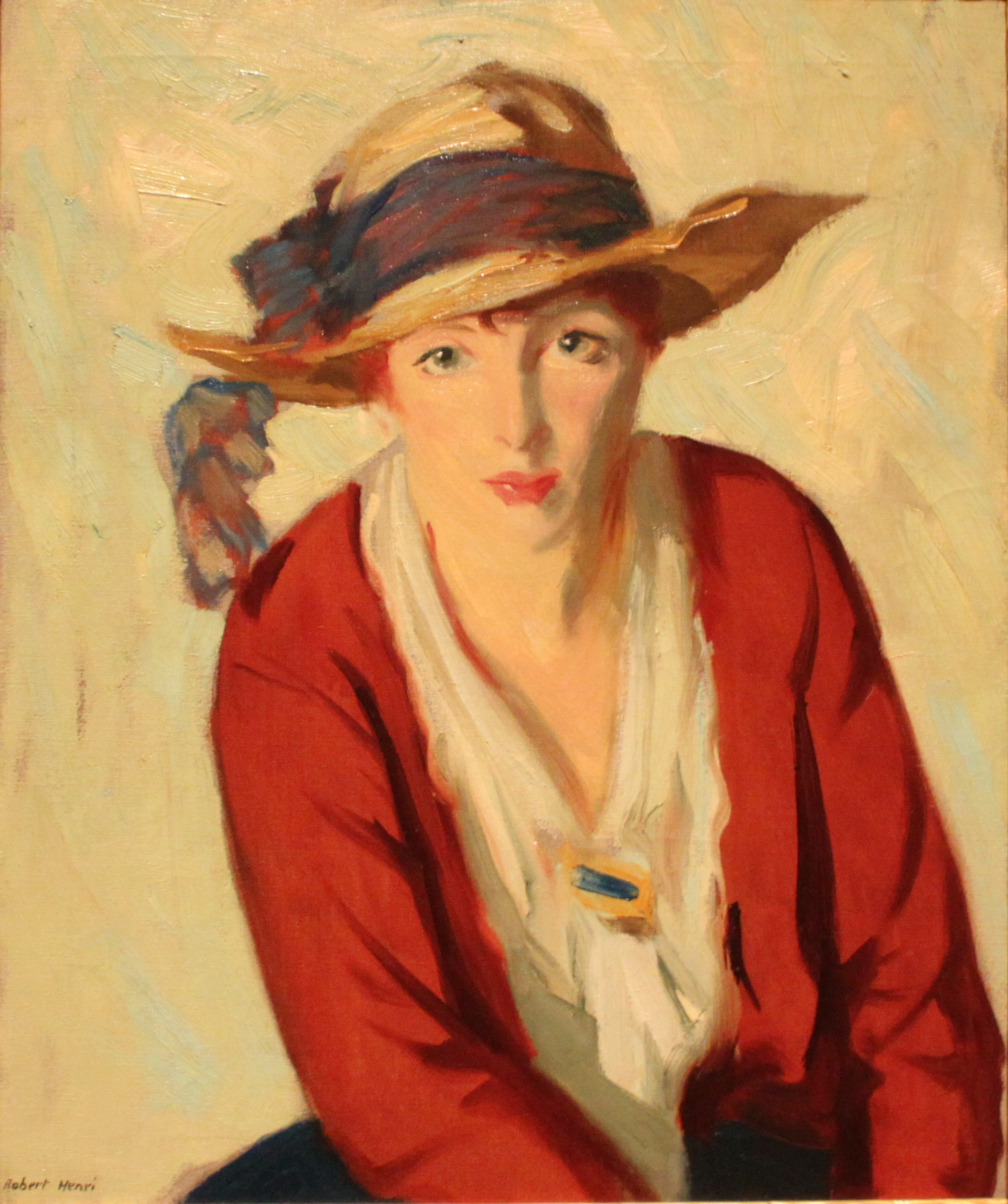
«Пляжний капелюшок» (1914), Детройтський інститут мистецтв